# Rimski triumf
Rimski triumf (triumphus) je bil ljudski praznik in verski obred antičnega Rima, ki je potekal, da bi javno proslavili in blagoslovili uspeh vojaškega poveljnika, ki je vodil rimske sile k zmagi v službi države ali, prvotno in tradicionalno, tistega, ki je uspešno končal tuje vojne.
Na dan njegovega zmagoslavja je general nosil lovorjevo krono in vijolično z zlatom vezeno triumfalno togo picta (pisano togo), regalije, ki so ga označevale kot skoraj božanskega ali skoraj kraljevskega in celo znano da bi mu poslikali obraz rdeče. Vozil se je v štirikolesni koči po ulicah Rima v neoboroženi povorki s svojo vojsko, ujetniki in vojnim plenom. V Jupitrovem templju na Kapitolskem griču je izvedel žrtvovanje in simbol svoje zmage bogu Jupitru. Republikanska mos maiorum - običaj je zahteval, da se kljub tem izjemnim častem general ravna z dostojanstveno ponižnostjo, kot smrtnik, državljan, ki je zmagal v imenu rimskega senata, ljudi in bogov. Neizogibno je bilo, da je triumf, poleg svojih verskih in vojaških razsežnosti, ponudil izjemno priložnost za propagando.
Večina rimskih festivalov je bila koledarska prireditev, medtem ko sta tradicija in pravo, ki sta ohranila triumf za izjemno zmago, zagotovila, da sta njegovo praznovanje, procesija, spremljevalna slavja in javne igre spodbujali splošni status in dosežke. Do pozne republikanske dobe so bile zmage in ekstravagantnost, motivirane s povečano konkurenco med vojaško-političnimi pustolovci, ki so vodili Rimsko cesarstvo, v nekaterih primerih pa so se podaljšali na več dni javnih iger in zabav. Od principata dalje je triumf odražal cesarski red in vrhunec cesarske družine.
Srednjeveške in kasnejše države so ob kraljevem nastopu in drugih ceremonialnih dogodkih zavestno posnemale triumf.

## Ozadje in obredi

### Vir triumphalis
V republikanskem Rimu je resnično izjemen vojaški dosežek zaslužil najvišje možne časti, ki so povezali vir triumphalis ('zmagovalca', kasneje znan kot triumphator) z rimsko mitološko in polmitološko preteklostjo. V bistvu je bil general blizu tega, da je bil »kralj za en dan« in morda blizu božanskosti. Nosil je regalijo, ki je bila tradicionalno povezana tako s staro rimsko monarhijo kot s kipom Jupitra Capitolinusa: vijolično in zlato togo picta, lovorovo krono, rdeče škornje in, verjetno, rdeče obarvano lice vrhunskega božanstva Rima. V procesiji so ga vozili po mestu v štirikolesni kočiji, pod pogledi svojih vrstnikov in ploskajoče množice, do templja Kapitolskega Jupitra. Plen in ujetniki njegove zmage so sledili poti, njegova vojska je hodila za njim. Ko je v Kapitolskem templju žrtvoval Jupitru dva bela vola, je k Jupitrovim nogam položil znake svoje zmage, posvetil svojo zmago rimskemu senatu, ljudem in bogovom. 
Triumfi niso bili vezani na poseben dan, sezono ali verski praznik rimskega koledarja. Večini se zdi, da so ga slavili ob prvi priložnosti, verjetno v dneh, ki so bili za to priložnost ocenjeni kot ugodni. Tradicija je zahtevala, da je bil v času triumfa vsak tempelj odprt. Slovesnost je bila tako, v nekem smislu, skupna vsem rimskim bogovom, vendar so bila prekrivanja neizogibna s posebnimi prazniki in obletnicami. Nekateri so morda bili naključni; drugi so bili oblikovani. Na primer, 1. marca, festival in dies natalis vojnega boga Marsa, je bila tradicionalna obletnica prvega zmagoslavja Publikola (504 pr. n. št.), šest drugih republikanskih zmag in prvega rimskega triumfa Romula. Pompej je odložil svoj tretji in najbolj veličasten triumf za nekaj mesecev, da bi se ujemal z njegovim dies natalis (rojstnim dnem) .
Religiozne dimenzije in poudarek zmagoslavja je bil na samem generalu. Slovesnost ga je povišala - čeprav začasno - nad vsakega smrtnika v Rimu. To je bila zelo redka priložnost. 
Od časa Scipija Africanusa je bil zmagoslavni general povezan (vsaj za zgodovinarje med Principatom) z Aleksandrom in polbogom Herkulom, ki se je nesebično trudil v korist vsega človeštva.  Njegova razkošna zmagoslavna kočija je bila okrašena s čari proti možni zavisti (invidia) in zlobi opazovalcev . V nekaterih zapisih bi ga spremljevalec ali javni suženj občasno spomnil na njegovo smrtnost (memento mori). 

### Procesija
Najstarejši rimski triumfi so bili verjetno preproste parade zmagovalcev, ki so praznovali vrnitev zmagovalnega generala in njegove vojske v mesto, skupaj s plodovi njegove zmage in se končali z neko obliko daritve bogovom. To je verjetno tako za najzgodnejše legendarne in kasneje pol legendarne zmage rimske kraljeve dobe, ko je kralj deloval kot najvišji sodnik v Rimu in vojaški vodja. Z naraščajočim prebivalstvom, močjo, vplivom in ozemljem Rima so se povečevali tudi obseg, dolžina, raznolikost in ekstravaganca njenih zmagovalnih procesij.
Procesija (pompa) se je verjetno že pred prvim svitom zbrala na odprtem prostoru Marsovega polja (Campus Martius). Od tam, z vsemi nepredvidenimi zamudami in nesrečami navkljub, bi ta uspela v počasnem tempu hoje v najboljšem primeru, prekinjena z različnimi načrtovanimi zastoji na poti, priti do končnega cilja Kapitolskega templja, na razdalji nekaj manj kot 4 km. Triumfalne procesije so bile znane kot dolge in počasne, najdaljše so lahko trajale dva ali tri dni in po možnosti še več, nekatere pa so lahko bile daljše od same poti.
Nekateri antični in sodobni viri kažejo na dokaj standarden procesijski red. Najprej so prišli ujeti voditelji, njihovi zavezniki in vojaki (in včasih njihove družine), ki so po navadi hodili v verigah; nekateri so bili namenjeni za usmrtitev ali nadaljnji prikaz. Njihovo zajeto orožje, oklepi, zlato, srebro, kipi in nenavadni ali eksotični zakladi so skupaj s slikami, risbami in modeli prikazovali pomembne kraje in epizode vojne. Naslednji v vrsti, vsi peš, so prišli rimski senatorji in sodniki, sledili so generalovi liktorji v svojih rdečih vojnih oblekah, njihovi fasci so bili oblečeni v lovor, nato pa general s svojo kočijo s štirimi konji. Spremljevalec ali javni suženj se je lahko vozil z njim ali, v nekaterih primerih, njegovimi najmlajšimi otroki. Njegovi častniki in starejši sinovi so jahali konje v bližini. Njegovi neoboroženi vojaki so sledili v togah in z lovorovimi kronami, ki so skandirali: »io triumphe!« in peli pesmi. Nekje v procesiji sta bila za žrtev Jupitru pripeljana dva brezhibno bela vola, pokrita z girlando in s pozlačenimi rogovi. Vse to je bilo narejeno z glasbeno spremljavo, oblaki kadila in pisanega cvetja. 
Skoraj nič ni znano o infrastrukturi in upravljanju procesije. Njene neizmerno velike stroške je deloma prevzela država, večinoma pa generalov plen, o katerem se večina starih virov ukvarja zelo podrobno in malo verjetno. Ko se je premestilo, je to prenosno bogastvo v rimsko gospodarstvo vneslo velike vsote; znesek, ki ga je uvedel Oktavijanov triumf nad Egiptom, je sprožil padec obrestnih mer in močan dvig cen zemljišč. Noben antični vir ne obravnava logistike procesije: kje so lahko vojaki in ujetniki v procesiji, ki je trajala več dni, spali in jedli ali kjer je bilo več tisoč ljudi še lahko nameščenih za zaključno slovesnost v Kapitolskem templju.

### Potek
Naslednja shema velja za pot, ki so jo opravili »nekateri ali mnogi« triumfi in temelji na standardnih sodobnih rekonstrukcijah. Vsaka izvirna ali tradicionalna pot bi bila do neke mere preusmerjena v številne prenove in ponovne gradnje mesta ali včasih po lastni izbiri. Začetni kraj (Campus Martius) je ležal zunaj svete meje mesta (pomerium) na zahodnem bregu Tibere. Procesija je vstopila v mesto skozi Porta Triumphalis in prečkala pomerij, kjer se je general obdal s senatom in sodniki. Nadaljevala se je skozi mesto Circus Flaminius, zaobšla južno podnožje Kapitolskega griča in Velabruma, vzdolž Via Triumphalis proti Cirkusu Maximusu, morda spustila vse zapornike, namenjene usmrtitvi v Tullianu . Vstopila je v Via Sacra in nato v Forum. Nazadnje se je povzpela na Kapitolski grič v Jupitrov tempelj. Ko so končali žrtvovanje in posvetitev, so se procesija in gledalci razpršili na bankete, igre in druge zabave, ki jih je daroval zmagovalec.

### Banketi, igre in razzvedrilo
V večini zmag je general financiral vse post-procesijske bankete iz svojega deleža plena. Bilo je praznovanje za ljudi in ločeno, veliko bogatejše, za elito. Dioniz je v nasprotju z razkošnimi slavnostnimi slavnostmi svojega časa, s tem da je Romulov triumf najbolj skromen »banket«. Na enak način ponavljajo prve republikanske triumfe . Varro trdi, da je njegova teta zaslužila 20.000 sestercijev z dobavo 5.000 drozgov za triumf Cecilija Metela leta 71 pr. n. št. 
Nekateri triumfi so vključevali ludi (javne igre, ki so potekale v korist in zabavo rimskih ljudi (populus Romanus) kot izpolnitev generalove zaobljube bogu ali boginji, ki je nastala pred bitko, v zameno za njihovo pomoč pri zagotavljanju zmage. V Republiki so jih plačali triumfalni generali. Marcus Fulvius Nobilior je obljubil ludi v zameno za zmago nad Etolsko zvezo in plačal deset dni iger ob svojem zmagoslavju.

### Poklon spominu
Večina Rimljanov ni nikoli doživela triumfa, a njegova simbolika je prevzela rimsko domišljijo in materialno kulturo. Slavoljubni generali so kovali in krožili dragocene kovance, da bi širili svojo slavo in velikodušnost. Pompejeve izdaje za tri uspehe so značilni. En je aureus (zlati kovanec), ki je imel lovorovo obrobo, ki je obdajala glavo in je poosebljala Afriko; poleg je bil Pompejev naslov »Magnus« (Veliki), s palico in vrčem kot simbolom njegove funkcije. Zadaj ga označuje kot prokonzula v zmagoslavni kočiji, ki se je udeležil triumfa. Triumfalni denarij (srebrnik) prikazuje tri trofeje ujetih orožij, s svojo augursko palico in vrčem. Drug prikazuje globus, ki ga obdajajo triumfalni venci, ki simbolizirajo njegovo »osvajanje sveta«, in uho žita, ki kaže, da je njegova zmaga zaščitila dobavo žita Rimu. 
V republikanski tradiciji se je od generala pričakovalo, da bo nosil svojo zmagoslavno regalijo samo za dan svojega triumfa; zatem so bile verjetno prikazane v atriju njegovega družinskega doma. Kot eden od plemičev je bil upravičen do posebne vrste pogreba, kjer je niz igralcev hodilo za njegovim mrtvaškim odrom, ki je nosil maske njegovih prednikov; drug igralec je predstavljal samega generala in njegov najvišji dosežek v življenju, ko je nosil njegovo pogrebno masko, zmagoslavne lovorike in togo picta. Vse, kar je bilo več, je bilo globoko sumljivo; Pompeju je bil podeljen privilegij, da nosi svoj zmagoslavni venec v Cirkusu, vendar se je srečal s sovražnim sprejemom. Želja Julija Cezarja, da nosi svojo zmagoslavno regalijo »kjerkoli in kadarkoli«, je bila sprejeta kot ena od mnogih znamenj monarhičnih namer, ki so za nekatere upravičile njegov umor. V cesarskem obdobju so cesarji nosili takšne regalije, ki so označevale njihov visok položaj ter se poistovetili z rimskimi bogovi in imperialnim redom - osrednjo značilnost cesarskega kulta.
Gradnja in predanost monumentalnih javnih del je ponujala lokalne, trajne priložnosti za trimfalno slavje; sledi nekaj primerov. Leta 55 pr. n. št. je Pompej odprl prvo kamnito gledališče v Rimu kot darilo rimskim prebivalcem, ki ga je financiral njegov dobiček. Galerija in kolonade so se podvojile kot razstavni prostor in so verjetno vsebovale kipe, slike in druge trofeje, ki so jih nosili ob raznih zmagah. V njem je bil nov tempelj posvečen Pompejevi boginji Veneri Victrix (»zmagovita Venera«); leto prej je izdal kovanec, ki ga je kazal okronanega z zmagoslavnim lovorom. Julij Cezar je trdil, da je Venera zavetnica in božanska prednica; financiral je nov tempelj in ga posvetil med svojim štirikratnim triumfom leta 46 pr. n. št. Torej je stkal svojo boginjo zavetnico in domnevno prednico v svoji slavnostni obletnici. 
Avgust, cesarjev dedič in prvi rimski cesar, je na grški obali v Akciju zgradil ogromen slavolok, ki je gledal na prizorišče njegove odločilne morske bitke proti Antoniju in Egiptu; bronasti kljuni ujetih egiptovskih vojaških ladij so bili projicirani iz njegove morske stene. Cesarska ikonografija je vse bolj prepoznavala cesarje kot bogove, začenši z Avgustovim ponovnim odkrivanjem Rima kot virtualne monarhije (principate). Oblikovane plošče na Titovem slavoloku (ki jih je zgradil Domicijan) slavijo Titove in Vespazijanove skupne zmage nad Judi po obleganju Jeruzalema, z zmagoslavno procesijo ujetnikov in zakladov, ki so bili zaseženi v jeruzalemskem templju – kar je omogočilo gradnjo Koloseja. Druga plošča prikazuje pogreb in apoteozo pobožanstvenega Tita. Pred tem je senat Titu izvolil trojni slavolok na Cirkusu Maximusu, da bi slavili ali se spominjali iste zmage ali triumfa .

## Podelitev triumfa
V republikanski tradiciji je lahko samo senat odobril triumf. General, ki je želel triumf, bi poslal svojo zahtevo in poročal senatu. Uradno so bili triumfi dodeljeni za izjemne vojaške zasluge; država je plačala za slovesnost, če bi bil ta in nekateri drugi pogoji izpolnjeni - in ti so se občasno spremenili od primera do primera - ali bi senat plačal vsaj uradno procesijo. Večina rimskih zgodovinarjev je zaključila z odprto senatorsko razpravo in glasovanjem, njeno zakonitost pa je potrdila ena od ljudskih skupščin; senat in ljudje so tako nadzorovali državno blagajno in nagrajevali ali obvladovali svoje generale. Zdi se, da so bili nekateri triumfi odobreni z minimalno razpravo. Nekateri so bili zavrnjeni, vseeno pa so šli naprej, s splošnim neposrednim pozivom ljudi v senat in obljubi javnih iger na lastne stroške. Drugi so bili blokirani ali odobreni šele po neskončnih prepirih. Senatorji in generali so bili politiki, rimska politika pa je bila razvpita zaradi svojih rivalstev, spreminjajočih se zavezništev, dela v zaprtih prostorih in odkritih javnih podkupnin . Razprave v senatu so bile verjetno odvisne od tradicije, precedensa in korektnosti; manj odkrito, ampak bolj nestrpno, odvisno od obsega splošnih političnih in vojaških moči in priljubljenosti ter možnih posledic podpore ali oviranja njegove nadaljnje kariere. Ne obstajajo trdni dokazi, da je senat pri odločanju uporabil predpisan niz »triumfalnih zakonov« , čeprav Valerius Maximus trdi, da je triumf mogoče podeliti le zmagovalnemu generalu, ki je ubil vsaj 5000 sovražnikov v eni sami bitki.
Med principatom so triumfi postali bolj politizirani kot manifestacije cesarske avtoritete in legitimnosti.

### Ovacija
General bi lahko dobil 'manjši triumf', znan kot ovacija. V mesto je vstopil peš, brez svojih čet, v svoji sodniški togi in nosil venec Venerine mirte. Leta 211 pr. n. št. je senat zavrnil prošnjo M. Marcellusa za triumf po zmagi nad kartažanskimi in njihovimi sicilijansko-grškimi zavezniki, očitno zato, ker je bila njegova vojska še vedno na Siciliji in se ni mogla pridružiti. Namesto tega so mu ponudili zahvalo (supplicatio) in ovacijo. Dan pred tem je praznoval neuradno triumf na planini Alban. Njegova ovacija je bila zmagoslavnih razsežnosti. Vključevala je veliko sliko, ki je prikazovala obleganje Sirakuz, oblegovalne naprave, zajeto ploščo, zlato, srebro in kraljevske okraske ter kiparsko in razkošno pohištvo, po katerem so bile znane Sirakuze. V procesiji je bilo osem slonov, simbol njegove zmage nad Kartažani. Njegovi španski in sirakuški zavezniki so vodili pot z zlatimi venci; pridobili so rimsko državljanstvo in pristali na Siciliji. 
Leta 71 pr. n. št. je Mark Licinij Kras zaslužil za ovacijo, ko je zatrl upor Spartaka in si povečal čast tako, da je nosil krono z Jupitrovim "triumfalnim" lovorom. Ovacije so navedene skupaj s triumfi na Fasti Triumphales.

## Razvoj

### Izvor in kraljevsko obdobje
Začetki in razvoj te časti so nejasni. Rimski zgodovinarji so postavili prvi triumf v mitsko preteklost; nekateri so mislili, da izvira iz ustanovitve Rima, drugi so mislili, da je bolj starodaven od tega. Rimski etimologi so mislili, da je vojaška pesem triumpe sposojena preko etruščanskega in grškega thriambus (θρίαμβος), ki so jo zaklicali satiri in drugi spremljevalci v Dionizijevih in Bakhusovih procesijah.  Plutarh in nekateri rimski viri so sledili prvemu rimskemu triumfu in »kraljevskemu« oblačilu zmagovalca prvega rimskega kralja Romula, čigar poraz kralja Acrona iz Caeninensesa je veljal za sočasnega z ustanovitvijo Rima leta 753 pr. n. št. Ovid je napovedal čudovit in poetičen triumfalni precedens v vrnitvi boga Bakhusa / Dioniza iz njegovega osvajanja Indije, ki se je pripeljal v zlati kočiji s tigri in so ga obkrožale menade, satiri in izbrani pivci. Arijan pripisuje podobne Dionizije in "rimske" elemente zmagovalni procesiji Aleksandra Velikega . Podobno kot v rimski kulturi so elementi triumfa temeljili na etruščanskih in grških predhodnikih; še posebej se je zdelo, da je vijolična vezena toga picta, ki jo je nosil triumfalni general, izpeljana iz kraljeve toge etruščanskih kraljev v Rimu.
Za triumfe rimskega kraljevskega obdobja so ohranjeni cesarski Fasti triumphales nepopolni. Po treh prihodih mestnega legendarnega ustanovitelja Romula manjka enajst vrstic seznama. Naslednji so Ank Marcij, Tarkvinij Prisk, Servij Tulij in na koncu Tarkvinij Ošabni, zadnji kralj. Fasti so bili sestavljeni približno pet stoletij po kraljevem obdobju in verjetno predstavljajo odobreno, uradno različico različnih zgodovinskih tradicij. Prav tako najstarejše ohranjene pisne zgodovine kraljevske dobe, napisane nekaj stoletij po tem, poskušajo uskladiti različne tradicije ali pa razpravljajo o njihovih zaslugah. Dionizij iz Halikarnasa, na primer, pripisuje Romulu tri triumfe, enako število, ki je podano v Fasti. Livij mu ne da nobenega in mu namesto tega pripisuje prvo spolia opima, običaj v katerem so se orožje in oklep odstranili s poraženega sovražnika, nato pa posvetili Jupitru. Plutarh mu pripisuje enega, skupaj s kočijo. Tarkvinij ima dva triumfa v Fasti, vendar ne v Dioniziju. Noben antični vir ne pripisuje triumfa Romulovemu nasledniku, mirnemu kralju Numi.

### Republika
Rimski aristokrati so izgnali zadnjega kralja kot tirana in so ukinili monarhijo. Med seboj so si delili nekdanjo moč kraljestva in oblast v obliki magistratov. V Republiki je bila najvišja možna sodniška služba izvoljena konzul, ki bi lahko trajala največ eno leto naenkrat. V času krize ali izrednih razmer lahko senat imenuje diktatorja, ki je služil daljši rok; toda to se je lahko zdelo nevarno blizu življenjski moči kraljev. Diktatorju Kamilu so podelili štiri triumfe, a je bil na koncu izgnan. Kasneje rimski viri opozarjajo na njegov triumf leta 396 pr. n. št. kot razlog za kaznivo dejanje; kočijo so sestavljali štirje beli konji, kombinacija, ki je bila rezervirana za Jupitra in Apolona - vsaj v kasnejših spoznanjih in poeziji. Njegovo plemiško vedenje bi natančno oponašalo obnašanje triumfalnega republikanskega generala, pa tudi simboli, ki jih je uporabil v svojem triumfu, so bili kot bi si želel biti več kot »kralj za en dan«.
V srednji do pozni republiki je širitev Rima z osvajanjem ponudila svojim politično-vojaškim pustolovcem izjemne priložnosti za samo promocijo; dolgoletna serija vojn med Rimom in Kartagino – punske vojne - je v desetih letih ustvarila dvanajst triumfov. Proti koncu republike so triumfi postali še pogostejši, razkošni in konkurenčni, pri čemer je vsak pokazal poskus (običajno uspešen), da bi presegel prejšnjega. Imeti triumfalnega prednika - celo tistega, ki je bil dolgo mrtev – je v rimski družbi in politiki veliko štelo in Cicero je opozoril, da v tekmi za moč in vpliv nekateri posamezniki niso bili nad zmagovalno velikostjo in dostojanstvom, kar je izkrivljalo že fragmentarno in nezanesljivo zgodovinsko tradicijo. 
Za rimske zgodovinarje je rast triumfalnega razmetavanja spodkopala stare »kmečke vrline« Rima. Dionizij iz Halikarnasa (ok. 60 pr. n. št. — po 7. stoletju pr. n. št.) je trdil, da so triumfi njegovega časa »presegli v vseh pogledih starodavne tradicije varčnosti«. Moralisti so se pritoževali, da so uspešne tuje vojne lahko povečale moč, varnost in bogastvo Rima, hkrati pa so ustvarile in hranile degeneriran apetit za bombastično razstavo in plitvo novost. Livij sledi začetku gnilobe triumfa Gneja Manlija Vulzona leta 186, ki je navadne Rimljane, kot Galačane, uvedel kot specializirane kuharje, dekleta s flavto in druge »zapeljive zabave za večerjo«. Plinij doda »panoje in enonožne mize« na seznam , vendar prelaga odgovornost za prepustitev Rima razkošju na »1400 funtov zaseglih srebrnih posod in 1500 funtov zlatih posod«, ki jih je Scipion Aziatik prinesel nekoliko prej za svoj triumf leta 189 pr. n. št..
Trije triumfi, ki so bili pripisani Pompeju Velikem, so bili razkošni in kontroverzni. Prvi v letu 80 ali 81 pr. n. št. je bil za njegovo zmago nad kraljem Hiarbasom iz Numidije leta 79 pr. n. št., ki mu ga je podelil senat pod diktaturo Pompejevega zaščitnika Sule. Pompej je imel le 24 let in je bil samo konjenik. Rimski konzervativci niso odobravali takšne zgodnje zrelosti , drugi pa so njegov mladostni uspeh videli kot znamenje izjemnega vojaškega talenta, božanske naklonjenosti in osebni živahnosti; bil je tudi navdušen sledilec. Njegov triumf pa ni bil prav načrtovan. Njegovo kočijo je sestavljala ekipa slonov, da bi predstavila njegovo afriško osvojitev - in morda celo presegla celo legendaren triumf Bakhusa. Pokazali so se preveč zapleteni, da bi lahko šli skozi zmagoslavna vrata, zato je moral Pompej sestopiti, da se je vpregla konjska ekipa na njihovo mesto. Ta zadrega je navdušila njegove kritike in verjetno nekatere njegove vojake, katerih zahteve po gotovini so bile skoraj nepopustljive. Kljub temu je njegovo trdno stališče glede denarja povečalo njegov položaj med konzervativci in zdi se, da se je Pompej naučil lekcije o populistični politiki. Za svoj drugi triumf (71 pr. n. št., zadnji v seriji štirih v tem letu) so njegova denarna darila vojski prekinila vse rekorde, čeprav so bili zneski po Plutarhovem opisu neverjetno visoki: 6.000 sestercev na vsakega vojaka (približno šest letnih plač) in približno 5 milijonov na vsakega oficirja. 
Pompeju je bil 61. pr. n. št. dodeljen tretji triumf, da bi proslavil svojo zmago nad Mitradatom. To je bila priložnost, da bi presegel vse tekmece - in celo samega sebe. Triumfi so tradicionalno trajali en dan, vendar je Pompejev trajal dva in bil neprimerljiv prikaz bogastva in razkošja. Plutarh je trdil, da je ta triumf predstavljal Pompejevo prevlado nad celotnim svetom - v imenu Rima - in dosežek, ki je zasenčil celo Aleksandrovega . Plinijeva pripoved o tem triumfu premleva zloveščo pozabo na ogromno portretno poprsje zmagovalnega generala, stvar »vzhodnega sijaja«, ki je bil povsem prekrit z biseri in predvideva njegovo poznejše ponižanje in obglavljenje.

### Obdobje cesarstva
Po Cezarjevem umoru je Oktavijan prevzel stalen naziv imperator in postal stalni vodja senata od leta 27 pr. n. št. pod naslovom in imenom Avgust. Samo leto prej je blokiral senatorsko nagrado za triumf Marku Likiniju Krasu mlajšem, kljub temu, da je slednji na tem področju pohvalil imperatorja in njegovo izpolnjevanje vseh tradicionalnih, republikanskih kriterijev, razen popolnega konzulata. Tehnično so bili generali v cesarskem obdobju legati vladajočega cesarja (imperatorja). Avgust je zmago zagovarjal kot svojo lastno, vendar je dovolil Krasu drugo, ki je našteta na Fasti za leto 27 pr. n. št.. Krasu je bila zavrnjena tudi redka (in tehnično dovoljena, v njegovem primeru) čast, da je spolia opima te kampanje namenil Jupitru Feretriusu. 
Zadnji triumf, naveden na Fasti Triumphales, je za leto 19 pr. n. št.. Do takrat je bil triumf vključen v avgustov cesarski kultni sistem, v katerem je le cesar dobil tako vrhovno čast, saj je bil vrhovni imperator. Senat bi v pravem republikanskem slogu razpravljal in odločal o zaslugah kandidata; toda to je bila le dobra forma. Avgustova ideologija je vztrajala, da je on rešil in obnovil republiko, praznoval je svoj triumf kot trajno stanje, njegovo vojaško, politično in versko vodstvo pa je bilo odgovorno za obdobje stabilnosti, miru in blaginje brez primere. Od takrat naprej so cesarji trdili, da je triumf cesarski privilegij. Tistim zunaj cesarske družine se lahko podeli Ornamenta triumphalia ali ovacija, kot Aulu Plauciju pod Klavdijem. Senat je o takšnih zadevah še vedno razpravljal in glasoval, čeprav je bil sklep le formalen.  V cesarskem obdobju se je število triumfov povečevalo.
Cesarski panegiriki kasnejše cesarske dobe združujejo triumfalne elemente s cesarskimi ceremonijami, kot so konzularna investitura cesarjev in adventus, formalni »triumfalni« prihod cesarja v različne prestolnice cesarstva v njegovem napredovanju skozi pokrajine. Nekateri cesarji so bili nenehno v gibanju in redko ali nikoli v Rimu . Krščanski cesar Konstancij II. je prvič v svojem življenju vstopil v Rim v letu 357, nekaj let po tem, ko je premagal svojega tekmeca Magnencija, ki je stal v svoji triumfalni kočiji »kot da je kip«. Teodozij I. je praznoval svojo triumf nad uzurpatorjem Magnom Maksimom v Rimu 13. junija 389 . Klavdijanov panegirik za cesarja Honorija opisuje zadnji znan uradni triumf v Rimu in Zahodnem cesarstvu. Cesar Honorij ga je slavil skupaj s šestim konzulatom 1. januarja 404; njegov general Stilihon je v bitkah med Pollentiji in Veroni premagal vizigotskega kralja Alarika I.. V krščanski martirologiji je sv. Telemaha ubila mafija, medtem ko je poskušal ustaviti običajne gladiatorske igre in posledično so bile te prepovedane (munera gladiatoria). V letu 43 n. št. je zahodni cesar Valentinijan III. našel razlog za ponovitev prepovedi, ki kaže, da ni bila vedno spoštovana.
Leta 534, pa tudi v bizantinski dobi, je Justinijan I. generalu Belisariju podelil triumf, ki je vključeval nekatere radikalno nove krščanske in bizantinske elemente. Belisarij je uspešno vodil pohod proti svojemu nasprotniku vandalskemu vodji Gelimerju, da bi obnovil nekdanjo rimsko provinco Afriko pod nadzor Bizanca v Vandalski vojni leta 533-534. Triumf je potekal v rimski prestolnici Konstantinopel. Zgodovinar Prokopij iz Cezareje, pričevalec, ki je bil prej v službi Belisarja, opisuje procesijsko razstavo plena, ki ga je zbral rimski cesar Tit Flavij, ki je nastal v Jeruzalemu, leta 70, vključno s templjem Menora. Zaklad je bil shranjen v rimskem Templju miru, potem ko je bil prikazan v Titovi paradi in prikazan na njegovem slavoloku. Vandali so ga zasegli med obleganjem Rima leta 455, potem jim je bil vzet v Belisarijevem pohodu. Sami predmeti so lahko spomnili na starodavne zmage Vespazijana in njegovega sina Tita; toda Belisarij in Gelimer sta hodila, kot v ovaciji. Procesija se ni končala v rimskem Kapitolskem templju z žrtvovanjem Jupitru, temveč se je končala na Konstantinopelskem hipodromu z recitacijo krščanske molitve in z zmagoslavnimi generali, ki so prostrirali pred cesarjem. 

## Vpliv
V času renesanse so kralji in bogataši iskali plemenite povezave s klasično preteklostjo. Gibelin Castruccio Castracani je v bitki pri Altopascioju leta 1325 premagal sile firenških gvelfov. Sveti rimski cesar Ludvik IV. ga je povišal v vojvodo Lucce, mesto pa mu je namenilo rimski triumf. Procesijo so vodili njegovi firenški ujetniki, ki so nosili sveče v čast zaščitnika Lucce. Sledil je Castracani, ki je stal v okrašeni kočiji. Njegov plen je vključeval prenosni, štirikolesni vojni oltar iz Firenc, carroccio. 
Roma Triumphans Flavija Bionda (1459) je trdil, da je bil rimski triumf odvzet poganski obred, zakonita dediščina svetih rimskih cesarjev. Petrarcovi Triumfi so triumfalne teme in biografije starih rimskih besedil predstavljali kot ideale za kultivirano, krepostno vladanje; bilo je vplivno in obširno branje . Serija velikih slik Andrea Mantegne Cezarjevi triumfi (1484–92, zdaj v Hampton Court Palace) je takoj postala znana in je bila neskončno kopirana v tiskani obliki. Triumfalna procesija, ki jo je naročil cesar Maksimilijan I. (1512-1919) skupini umetnikov, vključno z Albrechtom Dürerjem, je bila serija lesorezov njegovega domišljijskega triumfa, ki bi jih lahko obesili kot friz dolg 54 metrov.
V 1550-ih so odkrili in delno obnovili fragmentarne Fasti Triumphale. Onofrija Panvinia Fasti so se nadaljevali tam, kjer so končali starodavni Fasti . Zadnji triumf, ki ga je zabeležil Panvinio, je bil kraljevski vstop cesarja Karla V. v Rim 5. aprila 1536, po njegovem osvajanju Tunizije leta 1535.  Panvinio ga je opisal kot rimski triumf »nad nevernikom«. Cesar je sledil tradicionalni starodavni poti, »mimo ruševin triumfalnih lokov rimskih vojakov-cesarjev«, kjer so   »igralci oblečeni kot starodavni senatorji pozdravili vrnitev novega Cezarja kot miles christi (Kristusov vojak). 
Ekstravagantni zmagoslavni vstop v Rouen Henrika II. leta 1550 ni bil »nič manj prijeten in izvrsten od tretjega tiumfa Pompeja ... veličastnega v bogastvu in obilju plena tujih narodov«. Slavolok, ki je nastal za kraljevski vstop v Pariz Ludvika XIII. leta 1628, je bil predstavljal Pompeja. 